# مانکیاله برهمنان
مانکیاله برهمنان (به انگلیسی: Mankiala Brahmanan) یک منطقهٔ مسکونی در پاکستان است که در ناحیه راولپندی واقع شده‌است.